# Альтенбургер
Альтенбургер (нем. Altenburger Ziegenkäse — «альтенбургский козий сыр») — немецкий мягкий сыр. Этот сыр впервые появился на пограничной зоне Тюрингии с Саксонией. Его обычно готовят по традиционным рецептам, сохранившимся с 1897 года в коммуне Фалькенхайн.

## Изготовление
Альтенбургер изготавливается из коровьего молока с добавлением по крайней мере 15 процентов козьего. Молоко сворачивается вместе с сычужными ферментами и сокращается в размере до величины грецкого ореха. Затем в сыр добавляют тмин и оставляют на 10 дней.

## Употребление
Традиционно Альтенбургер едят с хлебом и маринованными огурцами или со свёклой.